# Metarranthis warneri
Metarranthis warneri är en fjärilsart som beskrevs av Harvey 1874. Metarranthis warneri ingår i släktet Metarranthis och familjen mätare. Inga underarter finns listade i Catalogue of Life.